# 1,2-Bis(diméthylphosphino)éthane
Le 1,2-bis(diméthylphosphino)éthane, ou dmpe, est un composé chimique de formule (CH3)2PCH2CH2P(CH3)2. Il s'agit d'un liquide incolore pyrophorique soluble dans les solvants organiques. Cette diphosphine est employée en chimie de coordination comme ligand ancillaire compact fortement basique dans une série de complexes tels que V(dmpe)2(BH4)2, Mn(dmpe)2(AlH4)2, Tc(dmpe)2(CO)2Cl ou encore Ni(dmpe)Cl2. 
Le dmpe est synthétisé par réaction d'iodure de méthylmagnésium CH3MgI sur le 1,2-bis(dichlorophosphino)éthane Cl2PCH2CH2PCl2 :
Cl2PCH2CH2PCl2 + 4 CH3MgI ⟶ (CH3)2PCH2CH2P(CH3)2 + 4 MgICl.
Il peut également être produit par alkylation du diméthylphosphure (en) de sodium NaP(CH3)2. La synthèse à partir de chlorure de thiophosphoryle (en) PSCl3 a été abandonnée en raison d'accidents graves.